# Samosir
Về huyện cũng có tên Samosir, xem Samosir (huyện).

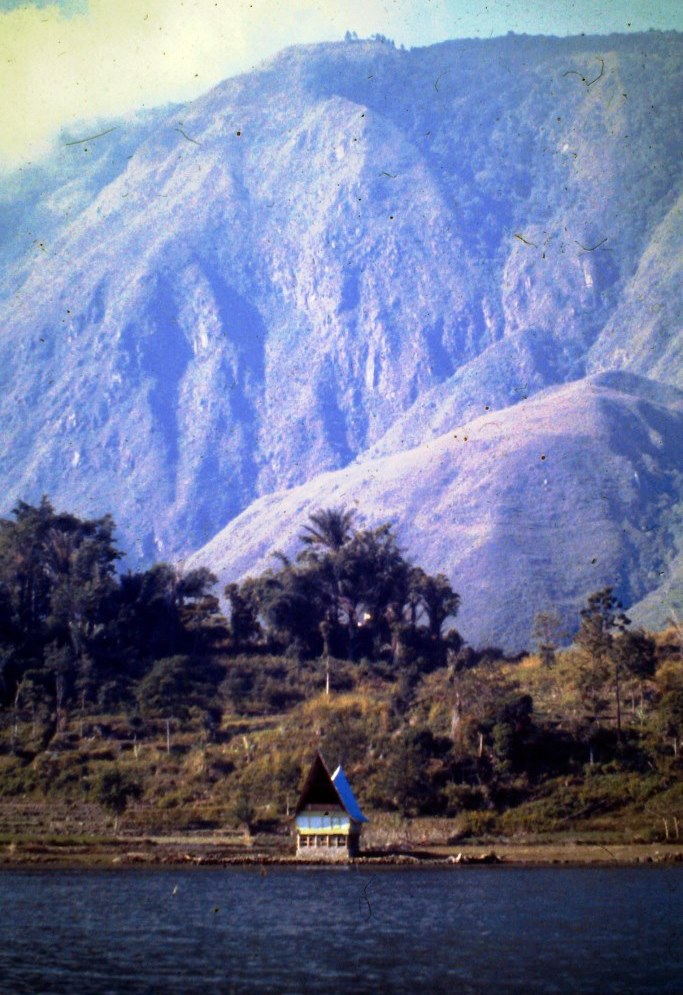
Đảo Samosir - Hồ Toba. 1979

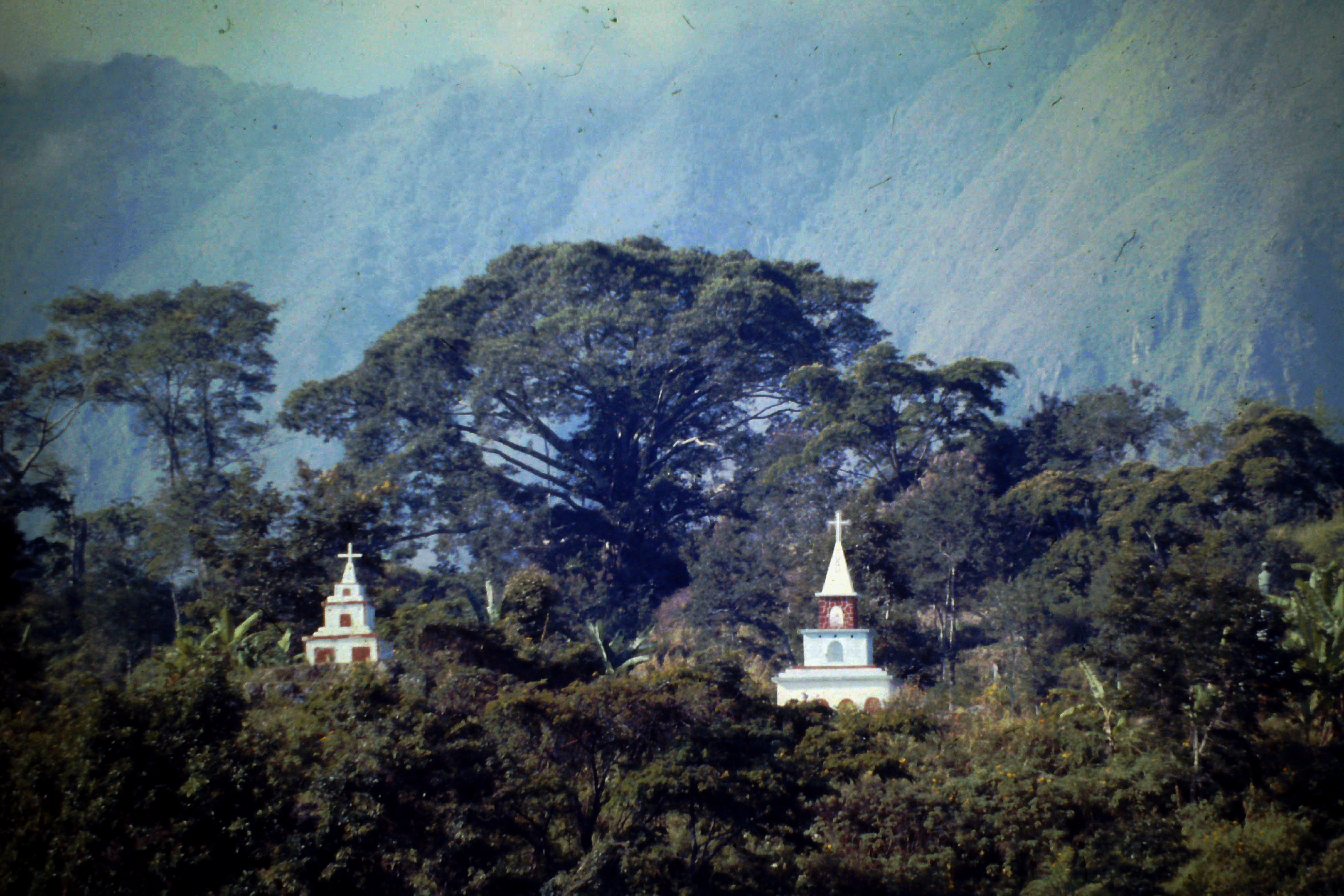
Mộ phần trên đảo Samosir, 1979

Đảo Samosir là một đảo núi lửa lớn nằm trong hồ Toba, tọa lạc ở bắc đảo Sumatra của Indonesia. Về mặt hành chính, đảo Samosir được quản lý như một phần của huyện Samosir. Cả hồ và hòn đảo được tạo ra từ một đợt phun trào của một siêu núi lửa cách nay khoảng 75.000 năm.
Với diện tích 640 kilômét vuông (247 dặm vuông Anh), Samosir là đảo lớn nhất nằm trong một đảo, và là đảo hồ lớn thứ năm trên thế giới. Nó cũng chứa trong mình hai hồ nhỏ, hồ Sidihoni và hồ Aek Natonang. Ở phía đông của đảo là bán đảo Uluan. Hòn đảo được kết nói với đất liền Sumatra bởi một eo đất hẹp, nối thị trấn Pangururan trên Samosir với Tele. Tele là một trong những nơi lý tưởng nhất để ngắm nhìn hồ Toba và đảo Samosir.